# Tourniquet (Marilyn Manson)
Tourniquet è una canzone del 1997 dei Marilyn Manson, secondo singolo estratto dall'album Antichrist Superstar. La canzone parla del personaggio principale dell'album in un mondo di tristezza e autocommiserazione, prima della sua trasformazione nell'anticristo.
La canzone è stata reinterpretata dai Rasputina nel loro EP The Lost & Found del 2003.

## Il video
Il video, diretto da Floria Sigismondi, è concentrato perlopiù su una bizzarra creatura umanoide simile ad un manichino, che si suppone essere stata creata da Manson, la quale si muove per mezzo di ruote. La band cambia un gran numero di bizzarri travestimenti mentre esegue la canzone.
Questo è l'ultimo dei tre video dove Marilyn Manson è senza trucco, insieme a Get Your Gunn e Lunchbox.

## Tracce
Edizione americana
1. "Tourniquet"
2. "The Tourniquet" (Prosthetic Dance Mix) (Radio Edit)
3. "The Tourniquet" (Prosthetic Dance Mix)

Edizione australiana
1. "Tourniquet" - 4:29
2. "The Tourniquet" (Prosthetic Dance Mix) - 4:10
3. "The Horrible People" - 5:12

UK (CD 1) / Edizione tedesca
1. "Tourniquet" - 4:29
2. "The Tourniquet" (Prosthetic Dance Mix) (edit) - 3:29
3. "The Tourniquet" (Prosthetic Dance Mix) - 4:10

UK (CD 2)
1. "Tourniquet" - 4:29
2. "Lunchbox" - 7:24
3. "Next Motherfucker" (Lunchbox) - 5:12

### Promo
Edizione U.S.
1. "Tourniquet" - 4:29

UK 7"
- Lato A: "Tourniquet" - 4:29
- Lato B: "The Perfect Drug" - 5:15

UK 12"
- Lato A e B

1. "The Tourniquet" (Prosthetic Dance Mix) - 4:10
2. "The Tourniquet" (Prosthetic Dance Mix) (Edit) - 3:29[1]